# 聯絡機
聯絡機(英語：Liaison Aircraft)（也稱為陸軍協作飛機）是一種中小型、未武裝（或僅裝備機槍等輕火力）的飛機，主要用於炮兵觀測或VIP人員運送及資訊傳遞。

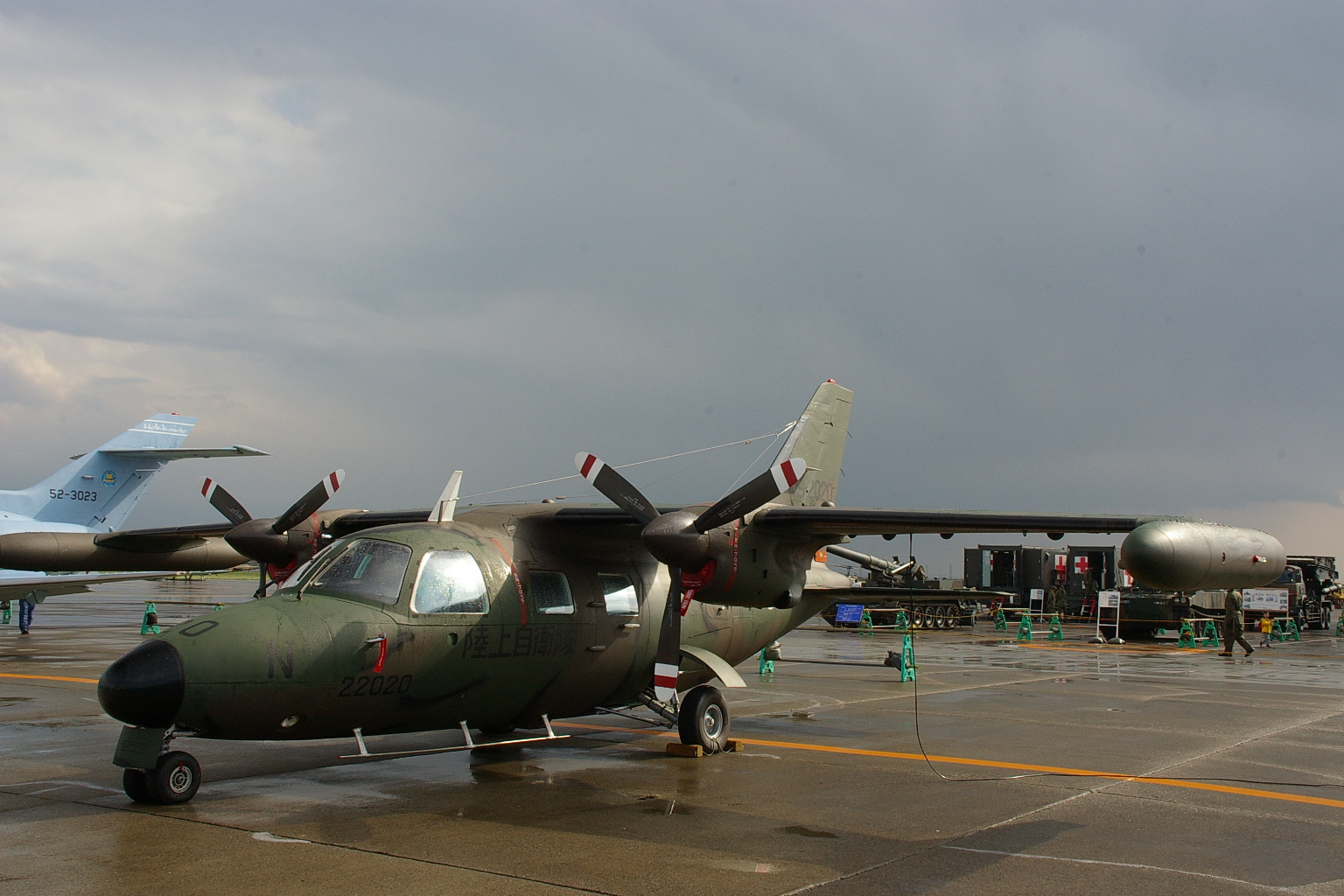
陸上自衛隊的LR-1

## 發展
聯絡機出現於二戰之前，主要任務為觀察、空中救難、基地管控、運輸輕型物資、VIP人員運輸等任務。聯絡機通常都具備短距起降能力，能在條件簡陋的臨時機場或公路上起降。聯絡機的出現主要是為取代觀察機，二戰前的觀察機因為性能問題，航程及功能皆受到限制，航程過短的同時也無法執行其他任務，因此美軍開始要求一款中（小）型的飛機，增大航程的同時也能執行多種任務，包括人員運輸等，並稱之為聯絡機。聯絡機出現後取代了大部分的觀察機任務，並廣泛於二戰各戰場，而二戰的環境也讓聯絡機的航程優勢更加突出。
然而，在戰後因為直升機的出現以及發動機性能的提升（渦輪發動機的出現），在輕型觀察機的航程提升的同時，聯絡機的載客功能也被能垂直起降的直昇機所取代，因而很快便消失於美軍之中。其功能被直升機、觀察機和多用途飛機所取代的同時，L（Laision)的編號也於1962年美國三軍航空器命名系統中被雷射載具(Laser)所取代。

### 其他國家
雖然其他國家還有以聯絡機在服役的軍機（如日本自衛隊的LR-1），然其實際任務也與多用途飛機高度重複，因此該類型飛機也逐漸消失於軍隊編號之中。

## 外部連結
- 1962年美国三军航空器命名系统
- www.als-cannonfield.com （页面存档备份，存于） – The Alamo Liaison Squadron is a group dedicated to restoring and flying liaison aircraft.
- Lbirds.com （页面存档备份，存于） – Website with resources, information, and models of US WWII liaison aircraft
- Lbirds （页面存档备份，存于） – Forum open to discussion about liaison aircraft